# Ursula Rucker

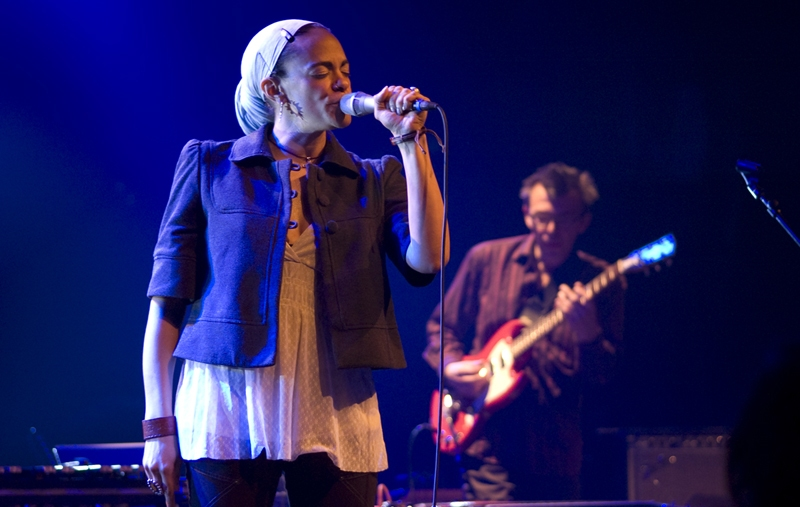
Ursula Rucker beim Donaufestival 2008 in Krems (Österreich)

Ursula Desiré Rucker (* in Philadelphia, Pennsylvania) ist eine Musikerin und Songtexterin aus Philadelphia (USA).
Schon als Kind hielt sie ihre täglichen Beobachtungen in Worten fest. Nach einem Studienabschluss in Journalismus an der Temple University trat sie 1994 zum ersten Mal öffentlich auf und las ihre Gedichte in einer Bar. Rasch erarbeitete sie sich einen Ruf als ungewöhnliche Texterin und veröffentlichte eine musikalische Zusammenarbeit mit King Britt unter dem Titel Supernatural. Die Produktion wurde ein Clubhit und machte Ruckers Namen in der (vor allem elektronischen) Musikszene schnell bekannt. Es folgten Zusammenarbeiten mit Interpreten wie Josh Wink, 4hero und The Roots.
Seit 2001 war sie bei Studio K7 (Berlin) unter Vertrag und hat auf diesem Label drei Alben und drei Singles veröffentlicht. 2008 arbeitete sie am Album Sensin O der türkischen Rapmusikerin Ayben mit und veröffentlichte zusammen mit ihr das Lied Will we ever learn. Für ihr Ende 2008 erschienenes Album Ruckus Soundsysdom wechselte sie zum von King Britt betriebenen Label Five Six Media.

## Diskografie

### Alben
- 2001: Supa Sista
- 2003: Silver or Lead
- 2006: Ma'at Mama
- 2008: Ruckus Soundsysdom
- 2011: She Said

### Singles
- 2002: Seven
- 2003: Release
- 2004: This
- 2008: Read Between the Lines
- 2009: Electric Santeria (King Britt Remix)